# إنجولفة
الإنجولفة (الاسم العلمي:Ingolfiella) هي جنس من الحيوانات تتبع الفصيلة الإنجولفات من رتبة مزدوجات الأرجل.

## أنواع الإنجولفة
- إنجولفة أزورية
- إنجولفة أسترالية
- إنجولفة بيضاء
- إنجولفة جزر الملوك
- إنجولفة جورجية
- إنجولفة رباعية الأسنان
- إنجولفة شاطئية
- إنجولفة طويلة الساق
- إنجولفة عزلاء
- إنجولفة كبيرة الشوكة
- إنجولفة كنارية
- إنجولفة مالديفية
- إنجولفة مثيلة
- إنجولفة أنبوبية
- إنجولفة ينبوعية
- إنجولفة بريطانية
- إنجولفة ظفرية
- إنجولفة فالية